# Налака Рошан
Амарутхунга Араччіг Налака Рошан або Налака Рошан (нар. 29 січня 1993) — ланкіський футболіст, півзахисник клубу «Армі».

## Клубна кар'єра
Футбольну кар'єру розпочав у 2013 році в складі клубу «Армі» з Прем'єр-ліги Шрі-Ланки. У 2015 році перейшов до іншої військової команди країни — «Шрі-Ланка Неві».

## Кар'єра в збірній
З 2013 року викликається до складу національної збірної Шрі-Ланки.

### Голи за збірну
Рахунок та результат збірної Шрі-Ланки знаходиться на першому місці
| Гол | Дата           | Місце                                   | Суперник  | Рахунок | Результат | Змагання    |
| --- | -------------- | --------------------------------------- | --------- | ------- | --------- | ----------- |
| 1.  | 24 жовтня 2014 | Шамсул Гуда Стедіум, Джессор, Бангладеш | Бангладеш | 1–1     | 1–1       | Товариський |